# Königstalalm
Die Königstalalm ist eine Alm in der Gemarkung Forst Königssee in der Gemeinde Schönau am Königssee.
Zwei Kaser der Königstalalm stehen unter Denkmalschutz und sind unter der Nummer D-1-72-132-99 in die Bayerische Denkmalliste eingetragen.

## Baubeschreibung
Der Stockerkaser ist ein eingeschossiger, überkämmter Blockbau mit Flachsatteldach, der Wohnteil ist mit Holzschindeln verkleidet. Angeblich stammt das Gebäude aus dem Jahr 1511, im Kern ist es jedoch wohl im frühen 19. Jahrhundert entstanden. 
Beim Stangerkaser handelt es sich um einen eingeschossigen, überkämmten Blockbau mit Flachsatteldach, Feldsteinsockel und einem holzverschindelten Giebel. Der Stangerkaser wurde in der ersten Hälfte des 19. Jahrhunderts errichtet.

## Heutige Nutzung
Die Königstalalm wird landwirtschaftlich genutzt und zwischen Anfang Juli und Anfang September ist sie einfach bewirtet.

## Lage
Die Königstalalm befindet sich südöstlich vom Jenner zwischen Bärenwand und Teufelsgemäuer auf einer Höhe von 1530 m ü. NN.